# Just Fontaine
Just Fontaine (18. srpen 1933, Marrákeš – 1. března 2023, Toulouse) byl francouzský fotbalista a trenér narozený v Maroku.

## Klubová kariéra
Ve francouzské 1. lize vstřelil 165 gólů ve 200 zápasech, dvakrát byl jejím nejlepším střelcem (1958, 1960). V sezóně 1958/59 byl nejlepším střelcem Poháru mistrů evropských zemí, dvakrát hrál finále tohoto poháru. Je též čtyřnásobným mistrem Francie, třikrát se Stade de Reims (1958, 1960, 1962) a jednou s OGC Nice (1956). Dvakrát vyhrál francouzský pohár (1954, 1958).

## Reprezentační kariéra
Byl nejlepším střelcem mistrovství světa ve fotbale roku 1958, kde s francouzskou reprezentací vybojoval bronzovou medaili. Jeho třináct vstřelených branek na jediném turnaji (během pouhých 6 zápasů!) je dodnes rekordem světových šampionátů. Čtyři vstřelil v zápase o bronz, v němž Francie porazila Západní Německo 6:3. To, že byl výjimečným útočníkem, potvrzuje i jeho celková bilance ve francouzském národním týmu – ve 21 zápasech vstřelil 30 branek.

## Ocenění
V anketě Zlatý míč, která hledala nejlepšího fotbalistu Evropy, se roku 1958 umístil na třetím místě. Pelé ho roku 2004 zařadil mezi 125 nejlepších žijících fotbalistů. V listopadu 2003 vyhlášen nejlepším fotbalistou Francie posledních padesáti let pro seznam UEFA Jubilee 52 Golden Players.

## Trenérská kariéra
Po skončení hráčské kariéry se stal trenérem, vedl francouzskou (1967) a marockou reprezentaci (1979–1981) či mužstva Paris Saint-Germain (1973–1976) a Toulouse FC (1978–1979).